# 封恺
封恺（4世紀—420年），字思悌，勃海郡蓨县（今河北省衡水市景县）人，南燕、北魏官员。

## 生平
封恺的祖父封弈是前燕慕容暐时期的太尉，父亲封劝是后燕慕容垂时期的侍中、太常卿。建平元年（400年），慕容德在广固称帝，派遣度支尚书封恺和中书侍郎封逞观察各地风俗，所在之处都以酒食慰劳将士。
太上二年（406年）七月，南燕皇帝慕容超的母亲和妻子还在后秦，慕容超派遣御史中丞封恺出使后秦以请回母亲和妻子。太上五年（409年），刘裕北伐南燕，围困了广固的小城，南燕的右仆射张华和御史中丞封恺都被刘裕军队捉住，刘裕命令张华和封恺给慕容超写信，劝说慕容超早日投降。
封恺之后归附北魏，官至给事黄门侍郎、散骑常侍。封恺前往平城，名声还在堂叔封懿之子封玄之之上。封恺与公孙表亲近和睦，公孙表后为儿子向封恺的堂侄女求婚，封恺不同意，公孙表非常痛恨封恺。泰常五年（420年），封恺和封玄之都卷入司马国璠谋乱之事，魏明元帝拓跋嗣以渤海封氏是世家大族，想要原谅他们，公孙表坚决证明封恺有罪，于是封恺和封玄之都被处死。

## 家族

### 夫人
- 范阳卢氏，后燕范阳郡太守卢邈之女，卢玄姐姐[9][10][11]

### 子女
- 封氏，嫁北魏中书侍郎清河崔览[12][13]
- 封伯达